# 런치머니 루이스
런치머니 루이스(LunchMoney Lewis, 1988년 1월 11일 ~ )는 미국의 힙합 아티스트다. 2015년 발매된 싱글 "Bills"로 이름을 알렸다.